# 118 (numero)
Centodiciotto (118) è il numero naturale dopo il 117 e prima del 119.

## Proprietà matematiche
- È un numero pari.
- È un numero composto con 4 divisori: 1, 2, 59, 118. Poiché la somma dei suoi divisori (escluso il numero stesso) è 62 < 118, è un numero difettivo.
- È un numero semiprimo.
- È un numero 21-gonale.
- È un numero nontotiente.
- È parte della terna pitagorica (118, 3480, 3482).
- È un numero palindromo nel sistema di numerazione posizionale a base 9 (141).
- È un numero intero privo di quadrati.
- È un numero congruente.

## Astronomia
- 118P/Shoemaker-Levy è una cometa periodica del sistema solare.
- 118 Peitho è un asteroide della fascia principale del sistema solare.
- NGC 118 è una galassia irregolare della costellazione della Balena.

## Astronautica
- Cosmos 118 è un satellite artificiale russo.

## Chimica
- È il numero atomico dell'Oganesson (Og).

## Telefonia
- È il numero telefonico per l'emergenza sanitaria in Italia (parzialmente sostituito dal 112[1]), in Bolivia ed in Indonesia.
- È il numero telefonico dei vigili del fuoco in Svizzera.
- È il numero della guardia costiera in Giappone.
- È il numero per richiedere informazioni telefoniche nel Regno Unito, Francia, Germania, Lettonia, Svezia, Irlanda, Turchia ed in Iran.[senza fonte]